# Kulm (Dakota del Norte)
Kulm es una ciudad ubicada en el condado de LaMoure en el estado estadounidense de Dakota del Norte. En el censo de 2010 tenía una población de 354 habitantes y una densidad poblacional de 355,94 personas por km².

## Geografía
Kulm se encuentra ubicada en las coordenadas 46°18′8″N 98°56′48″O / 46.30222, -98.94667. Según la Oficina del Censo de los Estados Unidos, Kulm tiene una superficie total de 0.99 km², de la cual 0.99 km² corresponden a tierra firme y (0%) 0 km² es agua.

## Demografía
Según el censo de 2010, había 354 personas residiendo en Kulm. La densidad de población era de 355,94 hab./km². De los 354 habitantes, Kulm estaba compuesto por el 97.74% blancos, el 0% eran afroamericanos, el 0.28% eran amerindios, el 0% eran asiáticos, el 0% eran isleños del Pacífico, el 1.41% eran de otras razas y el 0.56% pertenecían a dos o más razas. Del total de la población el 4.52% eran hispanos o latinos de cualquier raza.